# Bunchosia cauliflora
Bunchosia cauliflora är en tvåhjärtbladig växtart som beskrevs av W. R. Anderson. Bunchosia cauliflora ingår i släktet Bunchosia och familjen Malpighiaceae. Inga underarter finns listade i Catalogue of Life.